# Chiaro di luna (astronomia)

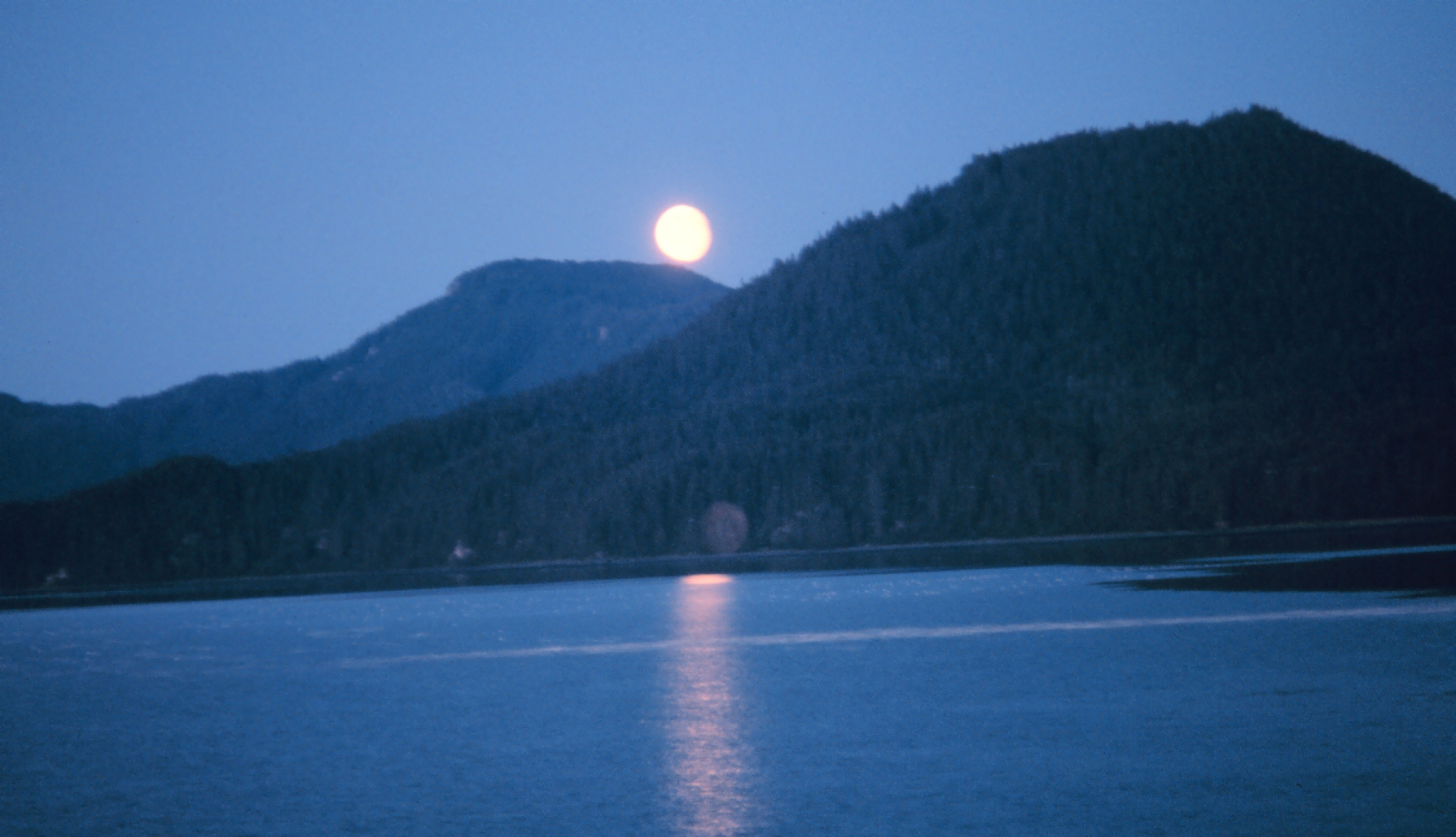
Chiaro di luna a Hobart Bay, Alaska

In astronomia, un chiaro è la luce di un astro che un corpo celeste emette o riflette su un altro (in genere la Terra) e che è in grado di dissipare l'oscurità della notte in quest'ultimo. Il chiaro di luna è l'illuminazione notturna della Terra prodotta dalla luce solare riflessa sulla Luna.
Poiché la superficie lunare assorbe, in media, l'86-87% della luce che riceve dal Sole, la luce della Luna è piuttosto debole. Tuttavia, data la vicinanza della Luna, quella luce permette di orientarsi e persino di fotografare il paesaggio (come l'immagine sulla destra). Per gli astronomi, ha un effetto disastroso, poiché le particelle che sono sospese nell'aria, quando illuminate dalla Luna, causano un bagliore dal cielo che vela le lastre fotografiche durante esposizioni prolungate.

## Osservazione
La Terra è per la Luna ciò che è per noi, per quanto riguarda l'illuminazione di entrambi i dischi, ma le fasi sono inverse per due osservatori ipotetici situati su entrambi i corpi. Quindi, quando vediamo la luna piena, con l'intero disco lunare illuminato, e con la massima intensità della luce lunare, l'emisfero del nostro pianeta diretto verso la Luna non riceve luce dal Sole (per il presunto osservatore lunare è la fase della "Nuova Terra") e il disco terrestre rappresenta a malapena un debole bagliore. Viceversa, durante il chiaro di luna, quando l'emisfero lunare visibile della Terra non riceve la luce del Sole, l'emisfero terrestre rivolto verso la Luna è illuminato dal Sole e riflette sulla nostra luce satellitare abbastanza in modo che sulla superficie lunare l'illuminazione sia paragonabile nel crepuscolo di una serata terrestre.

## Illuminazione
L'intensità della luce lunare varia notevolmente a seconda del ciclo lunare, ma anche una luna piena fornisce in genere un'illuminazione di circa 0,1 lux. Quando la luna è vista da una grande altezza nelle latitudini tropicali, l'emissione luminosa può raggiungere 0,26 lux. Quindi, la luce di una luna piena è circa un milione di volte più debole del Sole.
Il colore di una luce lunare, in particolare vicino alla luna piena, appare bluastro rispetto all'occhio umano rispetto alla maggior parte delle sorgenti di luce artificiale. Ciò è dovuto all'effetto Purkinje, il che significa che, a bassi livelli di illuminazione, la massima luminanza dell'occhio umano tende a spostarsi verso l'estremità blu dello spettro dei colori. Di conseguenza, la luce non è effettivamente macchiata di blu, e anche se la Luna è spesso chiamata "argento", non ha una qualità intrinsecamente argentea. L'albedo della Luna è 0,136, il che significa che solo il 13,6% della luce solare incidente sulla Luna viene riflessa.

### Radiazione assorbita
La luce proveniente dalla Luna definita luce fredda è stata oggetto di studi per la sua influenza sulla vegetazione in termini di temperatura.

## Altri casi
Il fenomeno lunare è simile a quello apprezzabile rispetto ad altri corpi celesti. La radura della Terra, ad esempio, è visibile dal nostro pianeta sotto forma di luce cenere. Meno noto il chiaro di Venere, pianeta che raggiunge la sua massima luminosità nel momento in cui il suo diametro apparente è di 40" e che la larghezza delle sue corna è di soli 10". In queste condizioni, e in una notte senza luna, la luce di Venere causa una certa luminosità nel nostro cielo ed è sufficiente che gli oggetti diano ombre percettibili. È anche possibile ottenere fotografie retroilluminate con esposizioni di pochi minuti.

## Chiari di luna nell'arte

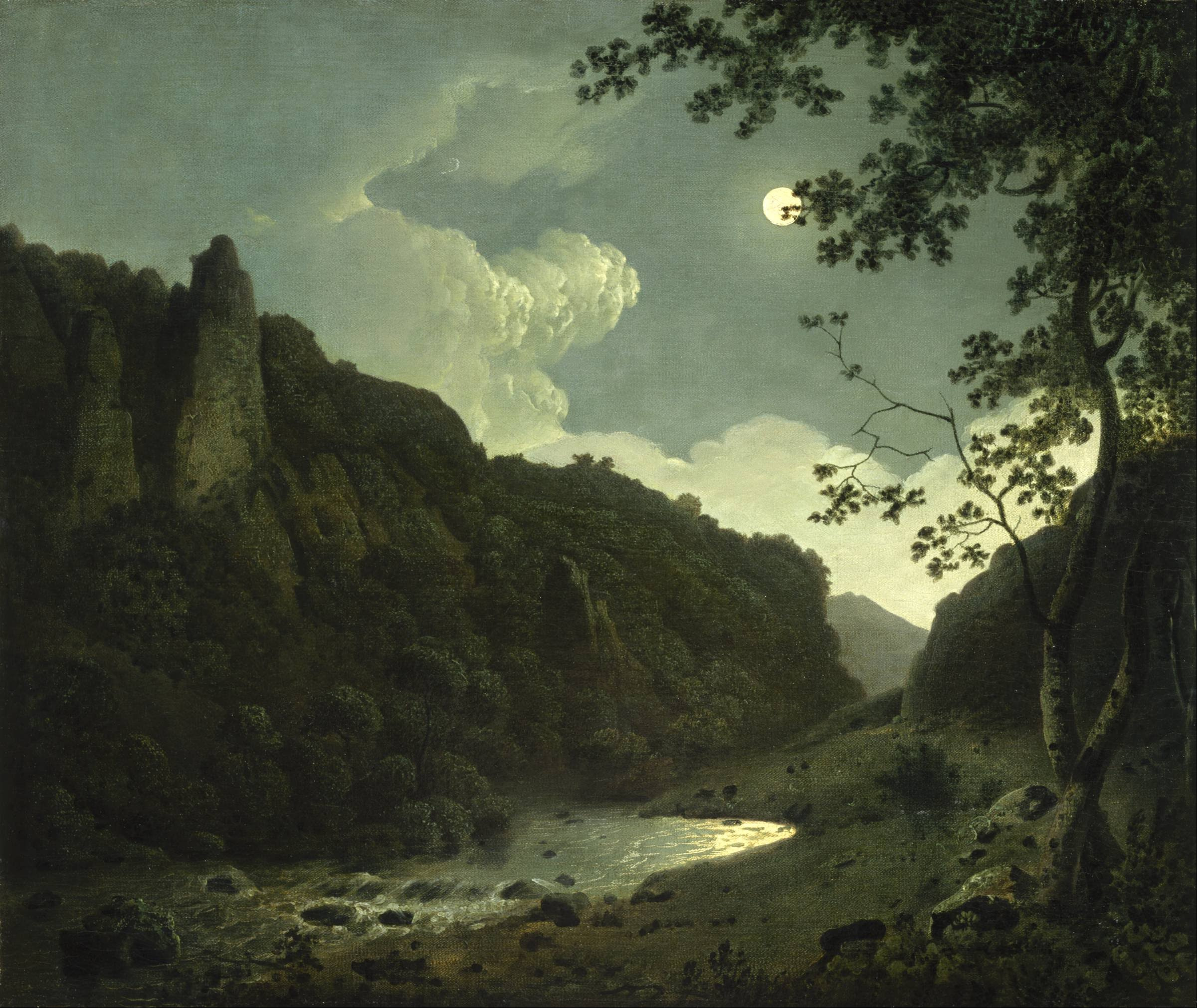
Dovedale by Moonlight, di Joseph Wright of Derby
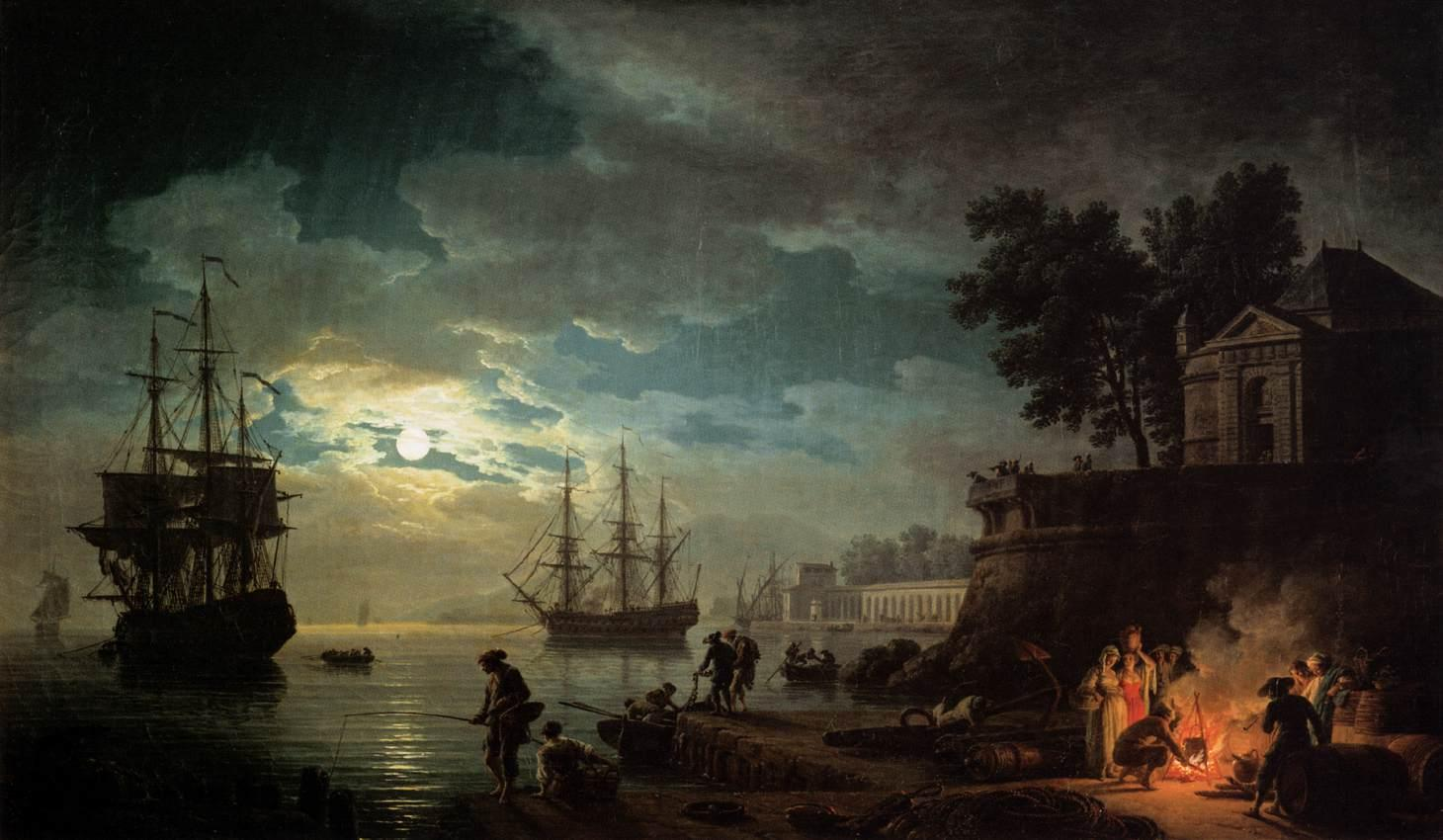
Seaport by Moonlight di Claude Joseph Vernet
Notte stellata di Vincent van Gogh
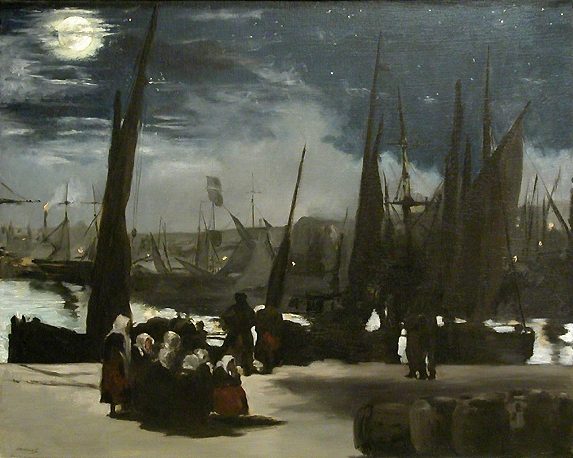
Chiaro di luna sul porto di Boulogne, di Édouard Manet